# Kraina kielecka
Kraina kielecka – kraina zoogeograficzna w środkowo-wschodniej Polsce (w okolicach Kielc – stąd nazwa), należąca do prowincji europejsko-zachodniosyberyjskiej wchodzącej w skład Palearktyki.